# Diacyclops haueri
Diacyclops haueri är en kräftdjursart som först beskrevs av Andreas Kiefer 1931.  Diacyclops haueri ingår i släktet Diacyclops och familjen Cyclopidae. Inga underarter finns listade i Catalogue of Life.